# Gypona binotulata
Gypona binotulata är en insektsart som beskrevs av Berg 1879. Gypona binotulata ingår i släktet Gypona och familjen dvärgstritar. Inga underarter finns listade i Catalogue of Life.